# MTV Unplugged: Korn
Albums de Korn
Live and Rare
(2006) Album sans titre
(2007)
MTV Unplugged: Korn est un album du groupe de Nu metal Korn sorti en 2007. Il s'inclut dans la série des albums enregistrés sur MTV Unplugged, la célèbre émission américaine de live en acoustique. Le groupe a invité pour l'occasion deux artistes : Amy Lee d'Evanescence, et Robert Smith, chanteur de The Cure.

## Liste des morceaux
| No  | Titre                                                | Durée |
| --- | ---------------------------------------------------- | ----- |
| 1.  | Blind                                                | 3:30  |
| 2.  | Hollow Life                                          | 3:25  |
| 3.  | Freak On A Leash (featuring Amy Lee d'Evanescence)   | 3:57  |
| 4.  | Falling Away From Me                                 | 3:56  |
| 5.  | Creep (Radiohead cover)                              | 3:50  |
| 6.  | Love Song                                            | 3:52  |
| 7.  | Got The Life                                         | 3:48  |
| 8.  | Twisted Transistor                                   | 3:00  |
| 9.  | Coming Undone                                        | 3:35  |
| 10. | Make Me Bad/In Between Days (featuring Robert Smith) | 5:37  |
| 11. | Throw Me Away                                        | 6:20  |